# Jánossomorja

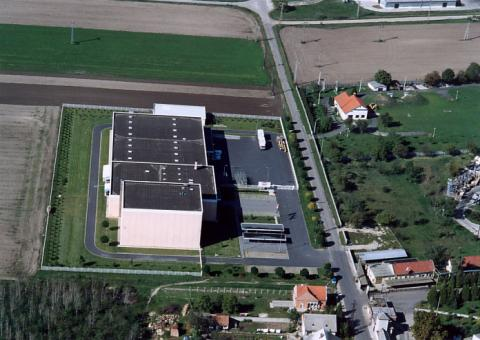
A jánossomorjai ipartelep légi felvételen

Jánossomorja (németül: Sanktjohann, Sanktpeter; horvátul: Šomierja) város Győr-Moson-Sopron vármegyében, a Mosonmagyaróvári járásban.

## Fekvése
Magyarország északnyugati szélén fekszik, Mosonmagyaróvártól 13 kilométerre délnyugatra, az osztrák–magyar határtól 5 kilométerre. Három, egykor önálló település alkotja – nyugatról kelet felé: Pusztasomorja, Mosonszentjános és Mosonszentpéter –, melyek mára gyakorlatilag összenőttek egymással.

### Megközelítése
Legfontosabb közúti megközelítési útvonala a 86-os főút, ezen érhető el Mosonmagyaróvár felől és déli irányból, Csorna felől is. A főút azonban csak a legkeletibb fekvésű településrészen, Mosonszentpéteren halad keresztül, nagyjából észak–déli irányban; a két másik településrészt, Mosonszentjánost és Pusztasomorját a 8507-es út köti össze a 86-ossal. Északnyugati szomszédjával, Várbaloggal a 8508-as út kapcsolja össze.
A hazai vasútvonalak közül a települést a Hegyeshalom–Porpác-vasútvonal érinti, melynek korábban több megállási pontja is volt itt: a központban – helyesebben Mosonszentjános és Mosonszentpéter határvidékén – Jánossomorja vasútállomás, a település déli külterületei közt Hanság-Nagyerdő megállóhely, a déli határszélen pedig Hanságliget megállóhely. A jelenlegi vasúti menetrendben a megállóhelyek közül már csak ez utóbbi szerepel.

## Története
A település három egykor önálló községet foglal magába. Mosonszentpéter 1950-ben lett Mosonszentjános része, majd az így kibővült Mosonszentjános és Pusztasomorja (németül Wüstsommerein) 1970-ben egyesültek Jánossomorja néven.
Mosonszentjános és Mosonszentpéter már az Árpád-kor óta ismertek, okleveles említésük a települést elpusztító tatárjárás után kezdődött.

### Puszta-Somorja története
Puszta-Somorja a honfoglalás idejében keletkezett, besenyő eredetű község volt, amelyet később magyarok laktak, akik főleg halászattal foglalkoztak. A község határát akkor még a Hanság foglalta el, a nép egy kis kiemelkedő szigeten élt. Ősi neve Gesztenche – Geszternye – Geszternyica a Vizenálló Geszternye formában ezt a földrajzi körülményt idézi. 1279-ben Cseszneky Jakab birtokaként említik. A település a török világban egészen megsemmisült, majd új urai – az Esterházyak, Nádasdyak, Lippayak, Mednyánszkyak – a Pozsony vármegyei csallóközi Várossomorjáról (Nagysomorja) telepítettek ide lakosokat. Az áttelepítés (1686) után lett a helység neve Puszta-Somorja, amely előbb csak a szóhasználatban, majd az írásmódban is hamarosan egybeolvadt. (Hasonló egyszerűsödést tapasztalhatunk a másik két település történelmi nevezékében is.)
A 19. század közepétől a pusztasomorjaiak felesleges szénájukat Bécsbe szállították. Jövedelmük emellett részben állateladásból, részben további terményeik értékesítéséből, valamint az asszonyaik által készített – messze földön híres – 
gyékényszőtteseikből származott, amelyet Mosonban, Nezsiderben, Pozsonyban és Bécsben bocsátottak áruba. A sajátos arculattal bíró település 1970-ben Mosonszentjánossal egyesült, felvéve a Jánossomorja nevet.

### Mosonszentjános és Mosonszentpéter története
Az adott földrajzi településviszonyok eleve kijelölték a községek máig érvényes térségi szerepkörét. A későbbi szentpéteri határrészen már a rómaiak nagy kiterjedésű villagazdaságokat létesítettek. Ezek terményeivel látták el a Bécsi-medencében állomásozó limes-védő segédcsapatokat. Ez a fő kereskedelmi irányultság 1920-ig, de gyakorlatilag 1944-ig, tehát mintegy 1600-1700 éven keresztül érvényben volt.
Templomnevekből származó községneveik az Árpád-kor óta ismertek, okleveles említésük az eredeti – besenyőkkel kevert vegyes – lakosságot elpusztító tatárjárás után kezdődött. Helyükbe új lakosok, főleg bajor–osztrák telepesek érkeztek. A későbbi török háborúk után is a német nyelvterületekről, először a Majna és Mosel folyók vidékéről, majd Alsó-Ausztriából, a Heidebodenból érkeztek újabb telepesek. A 17. századtól kezdődően ezek a „pusztai parasztok” határozták meg, és alakították ki azt a társadalmi-gazdasági környezetet, amely minden emberi mértéket és képzeletet meghaladó nehézségek ellenére virágzott, és maradandót alkotott. Emléküket, hagyatékukat a Német Kisebbségi Önkormányzat gondozza.
Amíg a mosoni-óvári királyi várbirtok részeként elsősorban a várkatonaság ellátását szolgálta, a Habsburgok magánbirtokaként már egy hatalmas – Pozsony és Bécs felvevőpiacait is magába foglaló – gazdasági térség legfőbb ellátója volt. A legnagyobb határral rendelkező Szent-János – mint a Habsburg Birodalom közeli nagyvárosainak ellátásában oly’ fontos termelő-értékesítő hely – közigazgatásilag már az 1780-as évektől mezőváros, piacos hely (Markt) volt. Az ugyancsak Habsburg-párti földesurak kijárása révén 1811-ben Ferenc királytól országos vásártartási jogot kapott.
A községeknek az előző századokban már komoly szerep jutott a birodalmi hadsereg lovainak ellátásában és az átvonuló marhakereskedelemben, a 19. század elejétől pedig egyenesen nélkülözhetetlenné vált a községek hansági részein vágott savanyú széna. Az itteni heidebauerek most már nem csak a legeltetésből húztak hasznot, hanem szekereik gyakorlatilag naponta járták a „szénautat”. Az egykori császárváros – Bécs – Heumarktja és az oda vezető Heugasse nevű hosszú utcája az elnevezésekben máig őrzi ezeknek a hosszú széna(heu)-fuvaroknak az emlékét. A szénakereskedelem révén is vagyonosodó lakosság 1842-ben vegyes iparos céhet alapított. A vasúthoz való hozzájutást elősegítendő, a Pozsony–Szombathely-vasútvonal helyi szakaszához és az állomáshoz saját községi földterületeiket ajánlották fel. 1891. november 8-án haladt át az első vonat. A javuló közlekedési és a szállítási lehetőség tovább növelte a községek környékbeli gazdasági vezető szerepét.
A Sopronból érkezett Szórádyak 1895-ben hozták létre Szentjánoson a vármegye második legnagyobb szemestermény-tárolóját és -feldolgozóját, az itt készült őrleményeik az 1928-as országos kiállításon aranyérmet is nyertek. A gyártelepnek beillő malom-komplexum mellé 1911-ben újabb gyár, a Franck és Fiai Rt. elnevezésű cikóriafeldolgozó üzem csatlakozott. Ez az üzem – illetve terméke – a maláta cikóriakávé hamarosan fogalommá lett Közép-Európában. A gyár működése egy új kultúrnövény – a cikóriarépa – megjelenését és környékbeli általános elterjedését eredményezte. A két vállalkozás területi-építési alapjain napjainkban is modern élelmiszeripari gyártóüzemek működnek.
A polgárosodás jeleként értékelhető, hogy Szent-Jánoson 1892-ben már Takarékpénztár Részvénytársaságot alapítottak. 1903-tól mindhárom községben tejgyűjtő, -feldolgozó állomást létesítettek, az itt készült sajtok híre vetekedett az Óvári sajtéval. A Habsburg főhercegi uradalom egyik majorjában – a város Hanság-Újmajor nevű településén – villanyerőmű és burgonyaszeszgyár is épült. A termelési kultúrát tovább szélesítették más ágazatok, többek között fél évszázadon át kenderfeldolgozó üzem is működött ez utóbbi településrészen. 1926 tavaszától üzemelt a villanyvilágítás, valamint a térségben az elsők között telefonkapcsolat.
A helyiek sok nehézség közepette is viruló gazdálkodása egyedi építészetet alakított ki. Különösen Szent-János és Szent-Péter községek főutcáira volt jellemző a heidebauer németség által meghonosított házépítési forma. A szorosan egymás mellé épített, gyakran terménytároló padlással megemelt, díszes homlokzatú, két- és négyablakos heidebauer házak az egész utcasornak városias jelleget adnak.
A két németajkú település – Mosonszentjános és Mosonszentpéter – iskoláiban a 19–20. század fordulóján szelíd, de céltudatos magyarosítás folyt, a két világháború közötti időszakban a németek szervezkedésének következményeként sok helyi fiatal vonult be részben önként, részben kényszerrel az SS-be. A tényleges, avagy csak papíron rögzített volksbundista tevékenységet a háború utáni kitelepítéssel szenvedte meg a helyi németség. Az 1946–47-es ki- és betelepítések hatására az addig évszázadokon át heterogén népességszerkezet nagymértékben megváltozott. A két német községből kitelepített több mint 4800 lakos helyére környékbeli, valamint észak-borsodi, mezőkövesdi, felvidéki és erdélyi családok érkeztek.
A második világháború után statisztikák szerint Mosonszentjánosból 2861, Mosonszentpéterből 1978, Pusztasomorjából egy németet telepítettek ki. A magyarországi németek kitelepítésének legszörnyűbb momentuma volt ez, gyakorlatilag szinte teljes lakosságcserét jelentett.
2004-ben városi címet kapott.

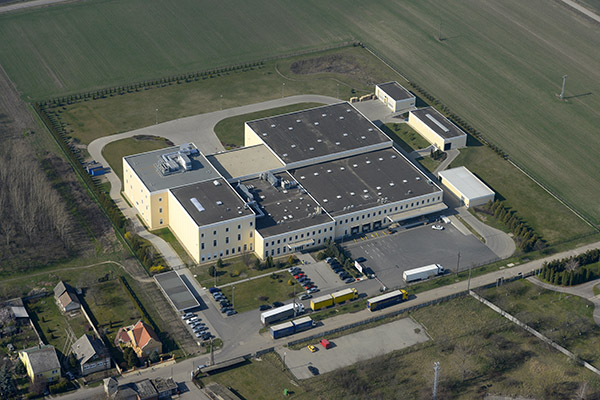
Dr. Oetker gyár Jánossomorján
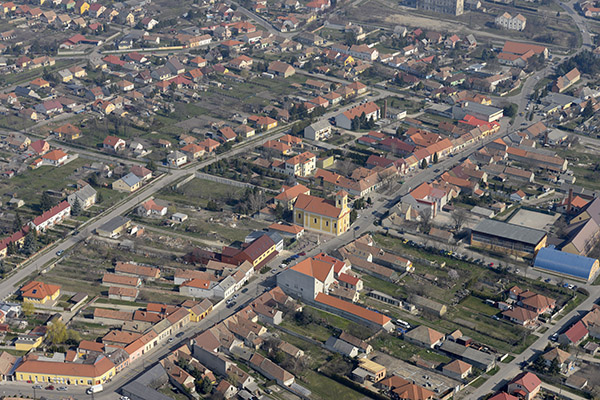
Jánossomorja központja légi felvételeken
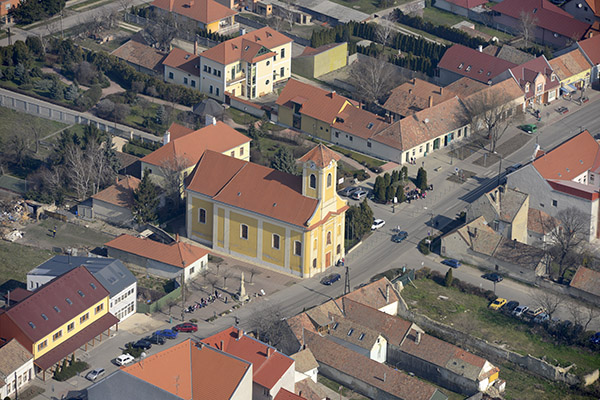
Katolikus templom légi felvételen, Jánossomorja
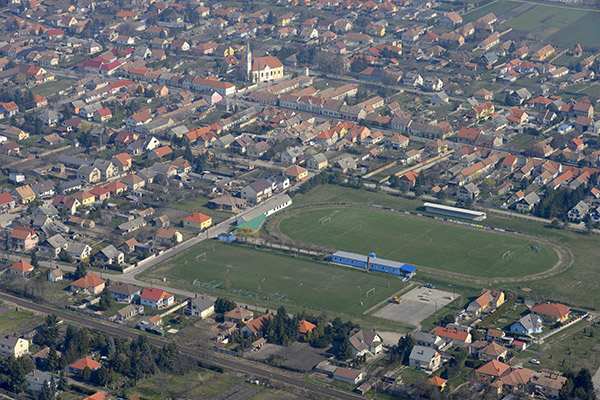
Sportpálya Jánossomorján, légi fotó
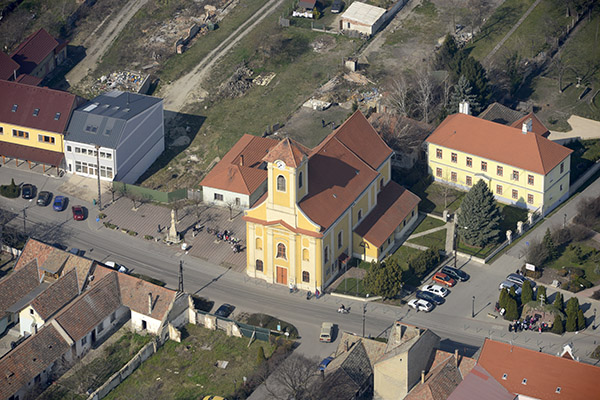
Keresztelő Szent János születése templom Jánossomorján

## Közélete

### Polgármesterei
- 1990–1994: Dr. Nagy József (MDF–FKgP)[6]
- 1994–1998: Dr. Kurunczi Károly (független)[7]
- 1998–2002: Dr. Kurunczi Károly (független)[8]
- 2002–2006: Dr. Kurunczi Károly (független)[9]
- 2006–2010: Dr. Kurunczi Károly Tibor (független)[10]
- 2010–2014: Dr. Kurunczi Károly Tibor (független)[11]
- 2014–2019: Lőrincz György (független)[12]
- 2019–2024: Lőrincz György (független)[13]
- 2024– : Lőrincz György (független)[1]

## Népesség
A település népességének változása:
| Lakosok száma | 5809 | 5809 | 6015 | 6005 | 5937 | 5811 | 6034 | 6099 | 6030 | 5938 |
|               | 1990 | 1994 | 1998 | 2001 | 2005 | 2009 | 2013 | 2016 | 2020 | 2024 |

A 2011-es népszámlálás során a lakosok 85,2%-a magyarnak, 0,2% cigánynak, 3,4% németnek, 0,6% románnak mondta magát (14,5% nem nyilatkozott; a kettős identitások miatt a végösszeg nagyobb lehet 100%-nál). A vallási megoszlás a következő volt: római katolikus 66%, református 2,4%, evangélikus 0,5%, görögkatolikus 0,3%, felekezeten kívüli 7,5% (22,7% nem nyilatkozott).
2022-ben a lakosság 88,6%-a vallotta magát magyarnak, 3% németnek, 0,9% románnak, 0,6% cigánynak, 0,3% szlováknak, 0,2% ukránnak, 0,1-0,1% horvátnak, ruszinnak és szerbnek, 1,6% egyéb, nem hazai nemzetiségűnek (10,9% nem nyilatkozott; a kettős identitások miatt a végösszeg nagyobb lehet 100%-nál). Vallásuk szerint 43,5% volt római katolikus, 2,1% református, 0,4% evangélikus, 0,2% görög katolikus, 0,9% egyéb keresztény, 1,1% egyéb katolikus, 9% felekezeten kívüli (42,6% nem válaszolt).

## Látnivalók
- Hármashalom
- Keresztelő Szent János római katolikus templom
- Szent Péter római katolikus templom
- Szent István római katolikus templom
- Szent Vendel-kápolna
- Szent Mihály-kápolna, kálvária (Mosonszentpéter)
- mosonszentjánosi temetőkápolna
- A mosonszentpéteri temetőkápolna
- Szent Rozália-szobor
- Kígyótaposó Szűz Mária-szobor
- Madonna szobor
- első világháborús emlékmű
- szentjánosi kőkereszt
- az egykori szentjánosi temető szoborfülkéje
- Fehérkereszt
- Református imaház
- Szórády-hengermalom
- Helytörténeti gyűjtemény

## Híres szülöttei
- Bozai József (1947–) bemondó

## Testvérvárosok
Nagyfödémes – Szlovákia (2004-től)